# روبرت (ممثلة)
روبرت (بالفرنسية: RoBERT)‏ هي مغنية وكاتبة أغاني ومغنية مؤلفة وممثلة فرنسية، ولدت في 14 أكتوبر 1964 في باريس في فرنسا.

## وصلات خارجية
- الموقع الرسمي
- روبرت (ممثلة) على موقع IMDb (الإنجليزية)
- روبرت (ممثلة) على موقع ميوزك برينز (الإنجليزية)
- روبرت (ممثلة) على موقع ديسكوغز (الإنجليزية)